# Estación de Boulazac
La estación de Boulazac es una estación ferroviaria francesa de la línea Coutras - Tulle, situada en la comuna de Boulazac Isle Manoire, en el departamento de Dordoña, en la región de Nueva Aquitania. Por ella circulan principalmente trenes regionales que unen diferentes ciudades de la zona.

## Historia
Fue inaugurada el 13 de diciembre del 2020.

## Descripción
Esta estación se compone de dos andenes laterales y de dos vías.  

## Servicios ferroviarios

### Regionales
Los trenes regionales TER enlazan las siguientes ciudades:
- Périgueux / Sarlat / Brives-la-Gaillarde / Ussel.